# Affaire des deux enfants morts de faim à Osaka
 (juin 2024).
L’affaire des deux enfants morts de faim à Osaka (en japonais : 大阪2児餓死事件、おおさかにじがしじけん) est survenue le 30 juillet 2010, lorsque deux enfants (une fille de 3 ans et un garçon de 18 mois) ont été retrouvés morts par négligence de leur mère, dans leur appartement situé dans le quartier Nishi à Osaka.
Le 30 juillet 2010, les cadavres des deux enfants sont découverts par la police, qui s'était précipitée dans l'immeuble après le signalement d'une « odeur étrange émanant de l'appartement ». Environ 50 jours s'étaient écoulés depuis leur mort. De plus, jusqu'à la découverte des corps, plusieurs signalements ont été faits à l'aide sociale à l'enfance (en japonais : 児童相談所、じどうそうだんじょ, équivalent en France du Service de protection maternelle et infantile) concernant des « pleurs d'enfants » entendus et soupçonnant de la maltraitance, mais ils n'ont pas aboutis. Le même jour, la mère des deux enfants, Sanae Shimomura, alors âgée de 23 ans et qui travaillait dans une maison close, est arrêtée car soupçonnée d'avoir abandonné les cadavres, puis un peu plus tard elle est arrêtée à nouveau et soupçonnée d'homicide.

## Suspecte

### Histoire personnelle
La suspecte est née dans la ville de Yokkaichi, située dans le département de Mie. À la suite entre autres du divorce de ses parents, elle fugue d'innombrables fois lorsqu'elle est collégienne. À cette époque, Fukuzawa Akira, père de la suspecte, présenté dans un article de journal en tant que coach sportif dans un lycée, demande à la suspecte, encore alors au collège, de retourner à la maison. En décembre 2006, elle se marie avec un homme à l'époque encore étudiant (il quitte peu après l'université au milieu d'un semestre et trouve un travail). En mai 2007, immédiatement après ses 20 ans, elle donne naissance à son premier enfant, sa fille aînée. En octobre 2008, elle donne naissance à son deuxième enfant, son fils cadet, puis en mai 2009 elle divorce. Les raisons du divorce étaient ses dettes et son adultère, mais elle est forcée d'écrire un accord papier au Juge aux affaires familiales (家族会議、かぞくかいぎ), arrangeant le divorce, où elle s'engage entre autres à « repayer ses dettes », « ne dépendra pas de sa famille » et « travaillera durement ». La mère célibataire, âgée de 22 ans et avec deux enfants en bas âge à charge, n'a pas de pension alimentaire et ne peut pas se tourner vers sa famille, elle ne reçoit ni compensation pour subvenir à ses enfants ni allocations familiales. La suspecte a également souffert de négligence aux mains de sa mère biologique, elle a été victime d'un viol collectif au collège, et de ces abus sexuels elle aurait apparemment développé des troubles dissociatifs. Elle demande une fois à laisser la charge de ses enfants aux services publics, mais cela n'aboutit pas.

### Jusqu'à la découverte de l'incident
Après son divorce, la mère de famille déménage dans un appartement dans le quartier Nishi à Osaka (immeuble d'appartements une pièce voué uniquement à but d'investissement immobilier, propriété louée par la maison close qui l'embauche), mais elle ne s'occupe plus de ses enfants. À ce moment-là, elle laisse les enfants et leur donne peu de nourriture, et elle passe son temps avec son petit ami, ce qui fait qu'elle n'est pas à l'appartement durant de longs intervalles.
Dans les environs du 9 juin 2010, elle ferme la porte du salon avec du ruban adhésif et verrouille la porte d'entrée à clef, laissant les deux enfants emprisonnés dans le logement ; ils meurent affamés à la fin du mois. Le 29 juillet, elle est contactée par son supérieur hiérarchique qui lui fait part d'une « odeur étrange », et, pour la première fois depuis 50 jours, elle retourne dans l'appartement où elle constate le décès des enfants. La mère, qui a découvert leurs décès, transmet un e-mail à son patron disant : « J'ai laissé mes enfants seuls et je suis rentrée dans ma ville natale. Après ça, j'ai pris peur et je n'y suis pas retournée. Comme c'est la première fois que je rentre après 1 mois, le résultat n'est pas surprenant ». Mais après ça, elle ne sort de l'hôtel où elle réside que pour être avec son petit ami et s'amuser, jusqu'au 30 juillet suivant où elle est arrêtée.

## Procès
Après l'arrestation de la mère, elle reçoit pendant sa détention une évaluation psychologique, et comme les résultats montrent que sa capacité de responsabilité pénale est incontestable, le Procureur du district d'Osaka l'inculpe pour meurtre. Cependant, la suspicion d'abandon des cadavres est rejetée.
L'accusation demande la perpétuité, basé sur le fait qu'il y avait intention de tuer de la part de la mère, en donnant des arguments tels que la dernière fois qu'elle est partie de l'appartement « il n'y avait pas de nourriture dans le réfrigérateur » et qu'elle « a vu de ses propres yeux ses enfants dépérirent ». Le côté de la défense déclare qu'il y a eu « un impact de la négligence dont l'accusée a été victime enfant », qu'elle n'a pas eu l'intention de tuer les enfants et qu'on ne doit tenir compte qu'uniquement du crime d'un abandon entraînant la mort de la part du responsable légal,. La mère explique que « même encore maintenant, j'aime mes enfants ».
Le 16 mars 2012, le tribunal du district d'Osaka reconnaît la mère coupable « d'une intention volontaire de tuer » envers ses enfants, et la condamne à 30 ans de prison ferme. Le 5 décembre 2012, la Cour Suprême d'Osaka confirme le jugement du tribunal de première instance en déclarant que « ces circonstances mettaient en danger la vie humaine, et qui si laisser comme cela elles menaient assurément à la mort », et rejette l'appel de l'accusé. Le procès continue d'être disputé jusqu'à arriver à la Cour suprême, et le 25 mars 2013 cette cour confirme la condamnation à 30 ans de prison. Depuis, une assemblée des résidents est organisée une fois par mois dans l'immeuble où a eu lieu l'incident.

## Autres
En 2013, un film basé sur la même affaire est réalisé par Takaomi Ogata, appelé Sunk into the womb (traduisible par « submerger dans l'utérus » en français, titre originel『子宮に沈める』、しきゅうにしずめる). Emiko Izawa incarne le rôle de la mère. Ce film est projeté de manière irrégulière durant plusieurs années. Aussi, ce film est reconnu comme un film de référence pour le Mouvement du ruban orange (en), organisé par le Réseau national de prévention contre la maltraitance des enfants (児童虐待防止全国ネットワーク、じどうぎゃくたいぼうしぜんこくネットワーク, équivalent en France du Groupement d'Intérêt Public Enfance en Danger).
En mai 2019, Eimi Yamada publie un livre de 376 pages intitulé Tsumibito (『つみびと』, soit « criminel » ou « pécheur » en français) basé sur cette affaire.